# Johan Martin Quist
Johan Martin Quist (også Qvist) (født 3. september 1755 i København, død 25. april 1818 i København) var en dansk murermester og arkitekt, der har sat et stort aftryk på Københavns bygningsmasse. Sammen med bl.a. Andreas Hallanders er Quists bygninger i Middelalderbyen er den dag i dag med til at fastholde billedet af guldalderens bykerne med klassicistiske borgerhuse.
Peter Martin Quist, som også var skomagersøn, er muligvis en familierelation.

## Uddannelse
Johan Martin Quist var søn af skomagermester Nicolaj Mathiessen (eller Mortensen) Quist (1716-1804) og Anna Marie Elisabeth født Engelbrecht (1724-1807). Han lærte murerhåndværket, gennemgik Kunstakademiets Bygningsskole under C.F. Harsdorff, vandt 1773 den lille og 1775 den lille sølvmedalje, samt 1781 den lille guldmedalje. Uagtet han endnu i 1783, rigtignok uden held, konkurrerede til den store guldmedalje, søgte han 1782 om at blive murermester uden mesterstykke. Han opgav dermed kunsten, blev en rig mand ved sit håndværk, gennemløb de militære grader i Københavns Brandkorps og døde som meddirektør ved dette og brandmajor.

## Virke
Johan Martin Quist var en af de københavnske bygmestre, der med beundringsværdig hastighed og effektivitet fik byen genopbygget efter den store bybrand i juni 1795. Quist havde Harsdorff som professor og Hans Næss som informator på Akademiet, og hans beboelsesbygninger er fornemme repræsentanter for den borgerlige klassicisme, som Harsdorff havde indledt. Han var en del af en snæver kreds af Harsdorffs elever, venner fra akademitiden, der kom til at monopolisere opgaven med at genopbygge København. Disse bygmestre, bl.a. Andreas Hallander, Christian Martens og Andreas Kirkerup, sås i loger, var skydebrøde i Det Kongelige Skydeselskab og var desuden involveret i brandkorpset og det borgerlige artilleri. De giftede sig med hinandens døtre og enker og stod faddere ved dåbshandlinger. Disse driftige bygmestre tjente samtidig store formuer på genopbygningen, idet de købte grunde, bebyggede dem og videresolgte disse.
Quists første kendte byggeri er lystejendommen Lykkens Prøve på det da nyudstykkede Vesterbro, der helt i tråd med Harsdorffs egen mønstergård på Kongens Nytorv blev udført med 4 kannelerede pilastre fra sokkel til gesims på det let tilbageliggende midterparti, mens sidefagene blev accentueret af altaner i sandsten ud for førstesalen. Fem år senere blev landstedet overtaget af den progressive drengeskole Christiani Institut.
Efter bybranden blev der indført lovbefalede 5 alen brede knækkede hjørner, der gav navnet "ildebrandshuse". Quist gjorde en dyd ud af nødvendigheden, idet han udformede hjørnerne i en buet form, f.eks. hjørnehuset Knabrostræde og Kompagnistræde fra 1797. To år senere byggede han det endnu mere effektfulde hjørnehus Tuteins Gård på Vimmelskaftet 47 for grosserer Friederich Tutein, hvor begge facader prydes af pilastre over 3 etager. Bygmesterens egen gård, Snaregade 10 fra 1797, blev udstyret med et elegant ovalt gårdrum.
Quists hovedværk er Gustmeyers Gård beliggende Ved Stranden 18 overfor Christiansborg Slot. Dette palæ blev opført 1796-97 før for den velhavende konsul F.L. Gustmeyer og er sammen med Erichsens Palæ det første københavnske borgerhus med frisøjler, muligvis på grund af den forpligtende adresse over for kongeslottet. Alle Quists overlevende huse er blevet fredet.
I 1785 havde han ægtet Cathrine Margrethe Otte (født ca. 1760), som efter hans død ægtede major H. von Hansen, blev separeret fra denne, antog atter navnet Quist og døde den 26. februar 1823. Quist er begravet på Assistens Kirkegård.

## Værker
(alle i København og på Frederiksberg)
- Landstedet Lykkens Prøve, Vesterbrogade 63 (1790-91, senere udvidet til Christiani Institut, nedrevet 1881)
- Amaliegade 43 (1790-93, sammen med Andreas Hallander)
- Store Strandstræde 18 (1792-93)
- Gustmeyers Gård, Ved Stranden 14 (1796-97)
- Admiralgade 13/Laksegade 27 (1797)
- Eget hus, Snaregade 10 (1797)
- Knabrostræde 19/Kompagnistræde 19 (1797)
- Knabrostræde 21 (1797)
- Nygade 1/Knabrostræde 2 (1797)
- Studiestræde 27 (1797)
- Studiestræde 29 (1797)
- Laksegade 35 (1797-98)
- Amagertorv 13/Læderstræde 14 (1798)
- Holmensgade 29/Dybensgade 7 (1798)
- Landstedet Sans Souci, Frederiksberg Allé (ud for nutidens nr. 54-56), Frederiksberg (1798, nedrevet 1893)
- Tuteins Gård, Vimmelskaftet 47 (1799-1800)
- Kronprinsessegade 6 (1803-06)
- Kronprinsessegade 8-10 (1803-04)
- Kronprinsessegade 12-14 (1805-06)
- Kronprinsessegade 16 (1806-07)
- Kronprinsessegade 18 (1807-13)